# HD246315
HD246315 — хімічно пекулярна зоря спектрального класу
A4 та має видиму зоряну величину в смузі V приблизно  9,5.